# 오스카르 미냠브레스
오스카르 미냠브레스 파스콸(스페인어: Óscar Miñambres Pascual, 1981년 1월 1일, 마드리드 지방 푸엔라브라다 ~) 은 은퇴한 스페인의 축구 선수이다.
그는 우측의 수비수나 미드필더로 활약 가능하지만, 현역 시절 잦은 부상을 당했다. 그는 레알 마드리드 소속으로 37번의 경기에 출전했다.

## 클럽 경력
레알 마드리드의 유소년부를 거친 미냠브레스는 마드리드 지방 푸엔라브라다 출신으로, 2002년 2월 10일, 7-0 대승을 거둔 라스 팔마스와의 안방 경기에서 90분을 소화하며 1군 신고식을 치렀고, 이는 그 시즌에 유일하게 출장한 라 리가 경기였다. 그는 같은 해 포르투와의 UEFA 챔피언스리그에서 대회 첫 경기 출전을 해 산티아고 솔라리의 골을 돕기도 해 2-1 원정 승리에 공헌했다.
장기간 부상 재활과 2004-05 시즌 같은 리그의 에스파뇰로 임대 후, 미냠브레스는 레알 마드리드와의 계약을 갱신하지 않아 자유 계약 상태가 되었다. 2007년 8월 8일, 마르카지는 그가 세군다 디비시온의 에르쿨레스와 3년 계약을 맺었다고 보도했다. 그러나, 이튿날, 무릎이 완전히 재활하지 않았기에 그는 계약을 해지했고, 즉시 현역에서 은퇴했다.

## 수상
- 라 리가: 2002–03
- UEFA 챔피언스리그: 2001–02
- 인터콘티넨털컵: 2002